# Michael Barth
Michael Barth (um 1530 in Annaberg; † 30. April 1584 in Leipzig) war ein deutscher Mediziner, Universitätsprofessor und Dichter, der insbesondere durch seine akademische Laufbahn und als Leibarzt des Kurfürsten August von Sachsen bekannt wurde.

## Leben und Ausbildung
Michael Barth wurde um 1530 in Annaberg geboren und war der Sohn eines gleichnamigen Annaberger Bergmeisters, der 1527 dieses Amt übernahm. Im Sommersemester 1547 immatrikulierte sich Barth an der Universität Leipzig, wo er 1548 den Bakkalaureatsgrad und am 11. Oktober 1550 den Magistergrad erwarb. Am 2. November 1564 erlangte er den medizinischen Bakkalaureatsgrad und am 7. Dezember 1570 das medizinische Lizentiat.
Barths erste Lehrtätigkeit in Leipzig umfasste den Unterricht in lateinischer und griechischer Grammatik. Nach dem Weggang von Andreas Ellinger aus Leipzig im Jahr 1569 übernahm Barth möglicherweise dessen Professur, vermutlich für Poesie. Am 12. September 1571 wurde er von Martin Drembach promoviert.
Als Sigismund Kohlreuter 1573 die Professur für Chirurgie aufgab, folgte ihm Barth in dieser Position nach. Er wurde im Wintersemester 1575/76 sowie erneut acht Jahre später zum Rektor der Universität gewählt. Am 11. August 1578 berief ihn Kurfürst August zusätzlich als seinen Leibarzt.
Nach den Höhepunkten seiner akademischen und medizinischen Karriere in den 1570er Jahren lassen die Aufzeichnungen über Michael Barth nach 1578 nach. Einige späte Belege zeigen jedoch weiterhin seine berufliche Aktivität: 1580 unterschrieb er in einem Stammbuch des späteren Stadtarztes von Zwolle in den Niederlanden. 1583 beteiligte er sich an einer akademischen Disputation und verfasste im selben Jahr ein Hochzeitsgedicht für Georg Salmuth. Am 30. April 1584 verstarb er in Leipzig.

## Werke
Barth veröffentlichte bereits 1551 zwei Gedichte. 1557 gab er eine Chronik seiner Heimatstadt Annaberg heraus. Im Jahr 1564 schrieb er das lateinische Vorwort zu einer Anleitung des Thorner Stadtarztes Joachim Cirenberger für den Umgang mit einer möglichen zukünftigen Pestepidemie. Dieses Buch wurde in Leipzig gedruckt, was darauf hindeutet, dass die Beziehung zwischen Barth und Cirenberger während ihrer gemeinsamen Studienzeit geknüpft wurde.